# A mágia színe (regény)
A mágia színe Terry Pratchett 1983-ban megjelent fantasyregénye. Eredeti címe The Colour of Magic. A Korongvilág sorozat első tagja, és egyike a fejezetekre bontott Korongvilág-regényeknek. Tulajdonképpen mindegyik fejezet egy önálló novella, ugyanazon szereplőkkel. A könyv ötlete – miszerint minden ami történik, az istenek szerencsejátékának eredménye – némileg hasonló a hagyományos szerepjátékokhoz, amennyiben kockadobás határozza meg a szereplők sorsát.
A magyar fordítás 1992-ben; a több magyarra fordított nevet tartalmazó második kiadás 2001-ben jelent meg. (Második kiadás: ISBN 963-9346-24-1)
Érdekesség, hogy a magyar kiadás borítója felcserélődött a következő Korongvilág regényével (A mágia fénye); az angol változathoz képest.

## Szereplők
- Széltoló
- Kétvirág
- Poggyász

## Helyszínek
- Ankh-Morpork
- Krull

## A történetről röviden
A főszereplő a cselekvőképtelen és cinikus varázsló, Széltoló, aki önkéntelenül a naiv turista, Kétvirág idegenvezetőjévé lesz. Miután kénytelen-kelletlen elhagyják Ankh-Morpork városát, találkoznak két barbárral, Bravddal és Menyéttel, akik Fritz Leiber fantasy hőseit parodizálják (Fafhrd and the Gray Mouser).
Egy hajszálon múlt, hogy Kétvirág és Széltoló megmenekült Bel-Shamharoth templomából – egy szörny, melyet H. P. Lovecraft inspirált, aki sok történetet írt egy univerzumban, ahol a kimondhatatlan gonoszság él, és ahol Ősi Istenek (kimondhatatlan nevekkel) játszanak a halandók életével. Lovecraft egyébként írt egy történetet The Colour out of Space címmel, egy természetellenes, leírhatatlan színről.
A nyolcas szám fontos a Korongvilágon, mivel szoros kapcsolatban van a mágiával. Varázslók elkerülik hangos kimondását. A Korongvilág nyolcadik színe az Oktarin, a mágia színe, ahogy a cím is mutatja. Ez tükröződik a francia fordítás címében: La Huitième Couleur ("a nyolcadik szín").
A Féreghegy (az első fordításban még Wyrmberg) meglátogatása után, mely egy fejjel lefelé álló hegy, ami a csak képzeletben létező sárkányok otthona, melyet kétségtelenül a Dragonriders of Pern inspirált (Anne McCaffrey regényei), és miután majdnem leestek a Korongról, Széltoló és Kétvirág útja Krull országába visz, a Korong legeslegszélén kapaszkodó szigetre.
A történet folytatódik a következő Korongvilág regényben, A mágia fénye címmel.

## Bemutatott szereplők
- Széltoló, az első fordításban Rincewind
- Kétvirág
- Poggyász
- Halál
- Nagy A'Tuin

## Csak ebben a könyvben megjelenő Korongvilág szereplők
Sok szereplő jelenik meg a A mágia színében, akikkel nem találkozunk a későbbi részekben. Legtöbbjük egy-egy sztereotip fantasyszereplő paródiája, és csak azért jöttek létre, Pratchett elmondása szerint, hogy egy vicc (néha egy kiterjesztett geg) működését garantálják. Hrun és Liessa az olyan szereplők közé tartoznak, akik csak egy Korongvilág regényben jelennek meg.
Druellae: Egy driád, akinek fáját megrongálja Széltoló. Mivel a fa megsebzésével a nimfa is megsérült, elfogja az ügyefogyott varázslót, és szándékában áll kivégezni. Driádként megvan a képessége, miszerint egy varázsló szemén keresztül ki tud olvasni egy varázslatot annak fejéből. Ennek eredményeként találja magát szemben a hírhedt Nyolcadik Varázsigével (mely tanoncsága alatt foglalta el Széltoló agyát), a mosoly az arcára fagy, és a horrortól sikítva követeli, hogy a varázslót vigyék a fától olyan messze, amennyire csak lehet és végezzék ki.
Hrun, a barbár: Hrun neve már a könyv elején megjelenik, de a szereplő csak a könyv felénél kezdi meg szereplését. Pratchett első barbár hős paródiája, és valóban egy tipikus, erős-de-lassú-gondolkodású harcos. A leírás szerint bronzosan csillogó bőre van, és egy párducbőr ágyékkötőtől eltekintve meztelen. Megmenti Széltolót és Kétvirágot Bel-Shamharoth templomából, és belemegy az üzletbe, miszerint kíséri őket útjukon, ha cserébe rendszeresen készül róla felvétel az ikonográffal. Útjukba esik a Féreghegy, ahol találkozik Liessával.
Liessa sárkányúrnő: A Féreghegy intrikus és engedetlen hercegnője (egy szereplő paródiája a The Dragon Riders of Pernből). A leírás szerint egyenes testtartású nő, és az egyetlen engedményt, amit annak tett, ami a Korongvilágon szeméremszámba ment, derekát verdeső, dús, gesztenyevörös haja, és pár bőrszíj jelentik. Apját megmérgezte (a szokás szerinti öröklésnek megfelelően), de nem vehette át a hatalmat a két rivális báty és a szabály miatt, miszerint csak férfi uralhatja a Féreghegyet. Ezen feldühödve elhatározza, hogy szerez egy báburalkodó férjet. Hrun és társai közel járnak, mikor ezt elhatározza, így sárkánylovasaival elfogatja őket.
- Liessa és Hrun: Miután elfogják a barbárt, Hrunnak három teszten kell átesnie, hogy Liessa férje lehessen. Az elsőn még ezen tény tudta nélkül átmegy: még ébredés előtt kapja el a döfő nő kezét, mely a leszúrására irányul. A második teszten Liessa rivális bátyjait győzi le, és készen áll a végső próbára. Ebben az úrnő levetkőzik előtte meztelenre, hogy lássa, Hrun eléggé kívánja-e ahhoz, hogy vakon kövesse, és átnyújt neki egy pohár bort, melyet a barbár elfogad, miközben vigyorog mint a tök. Ám nem issza meg, ugyanis a sárkányán lovagló Kétvirág hátasa felkapja, mielőtt megtehetné. Liessa feldühödve a saját sárkányán utánuk ered, még mindig meztelenül. Mikor Hrun átpottyan az ő sárkányára, szenvedélyesen megcsókolja. Ám kapcsolatuk vélhetően nem tartott sokáig, mert egy későbbi könyvben (Interesting Times) a barbár egy meg nem nevezett város Őrségének őrmestereként van megemlítve.

Tethis: Egy tengeri troll, aki a saját korong alakú világáról (Bathys) leesve zuhant a Korongvilágra. Krull rabszolgájaként dolgozik a területen, a korong kerületének jó részét lefedő kötélrendszeren, mely felfogja a víz által sodort dolgokat. Ebben akad fenn Széltoló és Kétvirág, így találkoznak a trollal.
A Görvély: (az első fordításban még A Mumpsz) Egy kisebb démon, aki a Halál helyett jön Széltoló életéért, aki leesett a peremről, és épp egy gyenge faágba kapaszkodik. Ez szégyen, mert egy okkult személyért magának a Halálnak kéne eljönnie személyesen.

## Illusztrált regény
Egy Steven Ross által illusztrált regény formájába Scott Rockwell helyezte át a történetet. 1992-ben a Corgi adta ki.

## TV feldolgozás
Az RDF Media és a Sky One minisorozatokat készít. Emellett a A mágia színe (The Colour of Magic) valamint a A mágia fénye (The Light Fantastic) könyvek egy közös feldolgozását 2008-ban tervezik sugározni. Sir David Jason játssza majd Széltoló szerepét. Hozzá csatlakozik David Bradley, mint Cohen, a barbár, Sean Astin, mint Kétvirág, Tim Curry, mint Ármánd, és Christopher Lee, átvéve a Halál szerepét Ian Richardsontól, (mely szerepet ő a Soul Musicban és a Wyrd Sistersben (Vészbanyák) elevenítette meg).

## Számítógépes játék
A történet a The Colour of Magic szöveges kalandjátékhoz lett felhasználva 1986-ban. 
1995-ben jelent meg a Discworld 1. része PlayStation, DOS, MS-DOS, Sega Saturn, Mac OS, és Classic Mac OS platformokra, ezt követte a 2. rész megjelenése 1996-ban, amely az első rész folytatása volt. A 2. rész Windows, PlayStation, DOS, MS-DOS, és Sega Saturn platformokra jelent meg.

## Magyarul
- A mágia színe. Az első korongvilág. Regény; ford. Kornya Zsolt, Nemes István; Pendragon, Bp., 1992

## Hangoskönyv
A magyar nyelvű hangoskönyv Rudolf Péter közreműködésével 2008-ban készült el; még az első fordítás alapján. (ISBN 9789630959056)

### Külső hivatkozások
- Annotations for The Colour of Magic
- Quotes from The Colour of Magic
- Synopsis of The Colour of Magic